# Rheumaptera naseraria
Rheumaptera naseraria är en fjärilsart som beskrevs av Charles Oberthür 1893. Rheumaptera naseraria ingår i släktet Rheumaptera och familjen mätare. Inga underarter finns listade.